# Gyldne bulle
Gyldne bulle (latin bulla aurea) betegner i almindelighed enhver bulle, der er forsynet med hængende segl af guld. Specielt betegner det den vigtige statsakt, som 1356 blev udfærdiget af den tysk-romerske kejser Karl 4. og som bl.a. regulerede formerne for kejservalget og kurfyrsternes rettigheder. Af øvrige buller med betegnelsen gyldne bulle er der det dokument, hvorigennem den tyske konge Frederik 2. i 1214 afstod alt land nord for Elben og Elde til den danske konge Valdemar 2. Sejr, samt det af Andreas 2. af Ungarn i 1222 til Ungarn givne frihedsbrev.